# Lee Cattermole
Lee Cattermole, född 21 mars 1988 i Stockton-on-Tees, Storbritannien, är en engelsk fotbollsspelare som för närvarande spelar som mittfältare i VVV-Venlo.

## Klubbkarriär
Cattermole debuterade i Middlesbroughs a-lag mot Newcastle 2 januari 2006. 17-åringen spelade alla 90 minuter och blev utnämnd till matchens lirare. Han gjorde sitt första Premier League-mål i en match mot Manchester City den 2 april samma år.
Cattermole blev Middlesbroughs dittills yngste kapten, när han ledde laget under en bortamatch mot Fulham den 7 maj 2006. I inledningen av den efterföljande säsongen (2006/2007) skrev han på ett fyraårskontrakt med klubben.
Wigan värvade Cattermole för 3,5 miljoner pund i juli 2008. Kontraktet löpte över tre år, men redan 2009 värvade Sunderland AFC honom och han återförenades där med sin förre tränare Steve Bruce.

## Internationell karriär
I oktober 2006 blev Cattermole för första gången uttagen i Englands U21-trupp inför playoffmatcherna mot Tyskland. Han var även med i U21-EM i fotboll 2009.